# Yuefu
Yuefu – forma poezji chińskej wzorowanej na ludowej pieśni. Nazwa wywodzi się od Izby Muzyki, która była częścią rządu za kilku chińskich dynastii, m.in. Han, i która zajmowała się zbieraniem ludowych pieśni. Termin pojawił się po raz pierwszy za rządów dynastii Qin, a Izba Muzyki za Hanów powstała w 112 r. p.n.e. Yuefu nie jest terminem precyzyjnym, mogą się pod nim kryć wszelkiego rodzaju pieśni ludowe, jak też utwory typu ci lub qu. 
Wers yuefu ma nieparzystą liczbę sylab (znaków), najczęściej pięć lub siedem. Utwory tego typu przeznaczone są do śpiewania. Pod tą nazwą występują zarówno autentyczne ludowe utwory, jak też ich dworskie naśladownictwo oraz kompozycje znanych poetów z Li Baiem na czele. W Chinach ceni się yuefu z okresu dynastii Han oraz z epoki Tang, w czasach której żył mistrz gatunku - Li Bai. Prócz niego, do cenionych autorów należą Du Fu oraz Bai Juyi.